# زیباسازی

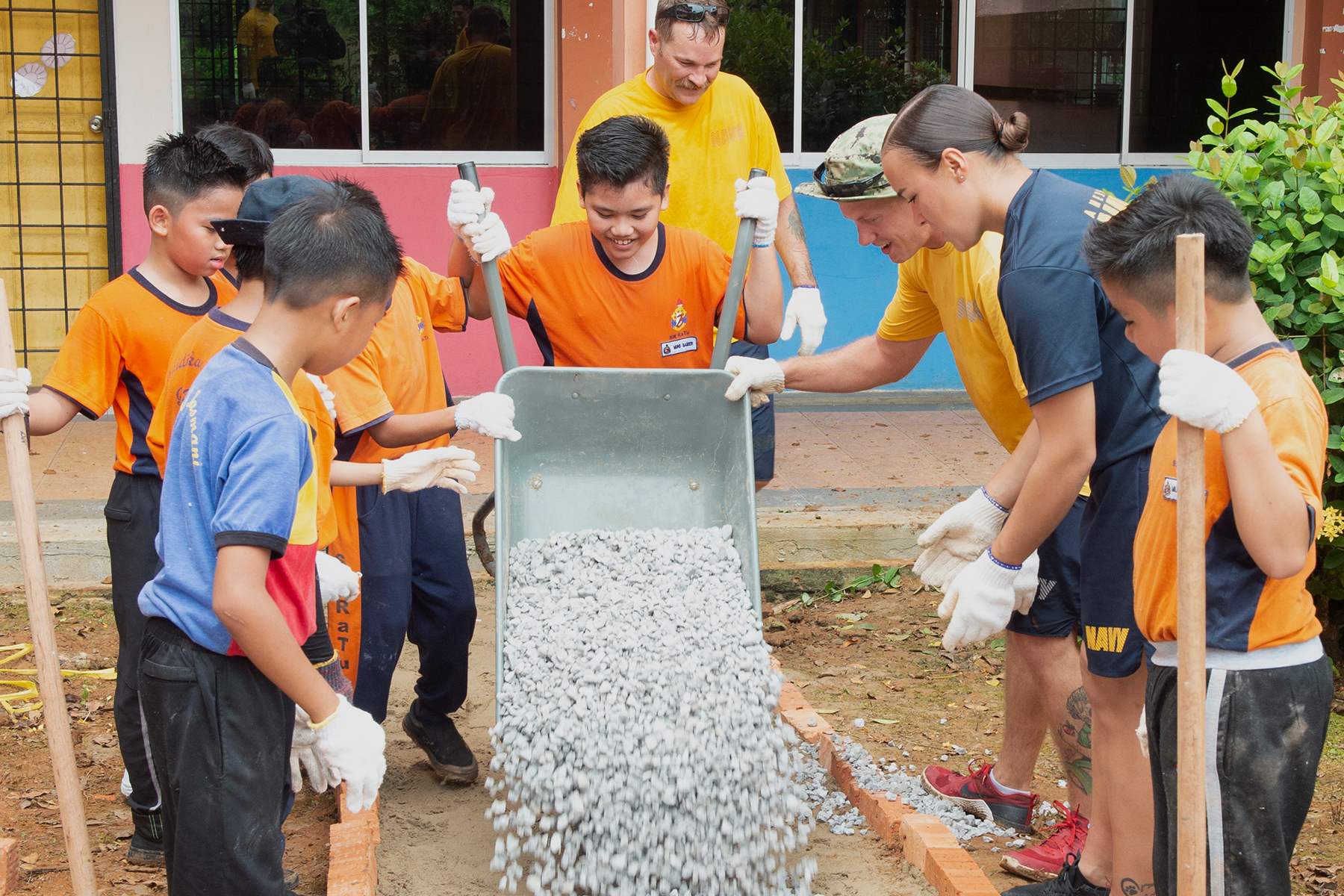
محوطه‌سازی حیاط مدرسه ابتدایی در شهر کوچینگ

زیباسازی (به انگلیسی: Landscaping) به هر فعالیتی گفته می‌شود که ویژگی‌های قابل دیدن یک منطقه از زمین را تغییر می‌دهد، از جمله موارد زیر:
1. عناصر زنده مانند گیاهان یا جانوران؛ یا آنچه معمولاً باغبانی نامیده می‌شود، هنر و صنعت پرورش گیاهان با هدف ایجاد زیبایی در چشم‌انداز است.
2. عناصر غیرزنده طبیعی، مانند زمین‌چهر، شکل و ارتفاع زمین، یا پهنه‌های آبی.
3. عناصر انتزاعی، مانند شرایط آب و هوا و نور.

زیباسازی نیاز به درک خاصی از باغبانی و طراحی هنری دارد، اما محدود به گیاهان و باغبانی نیست. مجسمه‌سازی زمین برای افزایش توان کاربرد آن (پاسیو، گذرگاه‌ها، حوضچه‌ها، آب‌نماها) نیز نمونه‌هایی از محوطه‌سازی مورد استفاده هستند. هنگامی که صرفاً به عنوان یک تغییر زیبایی‌شناختی در نظر گرفته می‌شود، از اصطلاح زیباسازی محوطه‌ استفاده می‌شود.
اغلب، طراحان از محوطه‌سازی به عنوان گسترش اتاق‌های خانه شما یاد می‌کنند (هر یک کارکردی دارد). فضاهای بیرونی از نظر مواد و عملکرد انعطاف‌پذیری زیادی دارند. اغلب گفته می‌شود که تنها محدودیت فضای بیرون، تخیل فرد است.